# Pinus monophylla
Pinus monophylla är en tallväxtart som beskrevs av John Torrey och Frem. Pinus monophylla ingår i släktet tallar, och familjen tallväxter. Inga underarter finns listade i Catalogue of Life.
Denna tall förekommer i västra USA i Arizona, Kalifornien, Idaho, Nevada, Utah, västra Colorado och sydvästra New Mexico. Den hittas även i delstaten Baja California Norte som tillhör Mexiko. Arten växer i låga och höga bergstrakter mellan 950 och 3000 meter över havet. Pinus monophylla hittas vanligen på torra sluttningar tillsammans med arter av ensläktet. Oftast bildar arten öppna trädgrupper med Juniperus osteosperma men i nordvästra delen av utbredningsområdet hittas vanligen Juniperus occidentalis intill Pinus monophylla. På höga bergstoppar kan arten bilda trädgrupper tillsammans med methusalemtall. Den låga växtligheten bredvid Pinus monophylla utgörs vanligen av malörter.
I södra Kalifornien och på norra Baja California bildar arten öppna skogar med andra träd. Dessa är främst Pinus quadrifolia, jeffreytall, Juniperus californica och Quercus turbinella.
Betande djur som skadade exemplar av Pinus monophylla förekom under historien men inte längre. I begränsade regioner hotas beståndet av torrt väder och av skalbaggar från släktet Ips. Hela populationen anses vara stabil. IUCN kategoriserar arten globalt som livskraftig.

## Bildgalleri

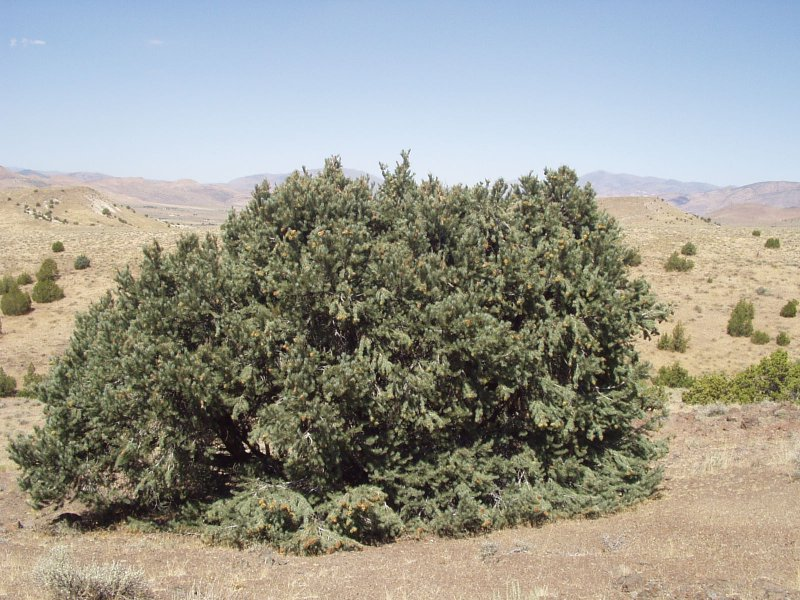
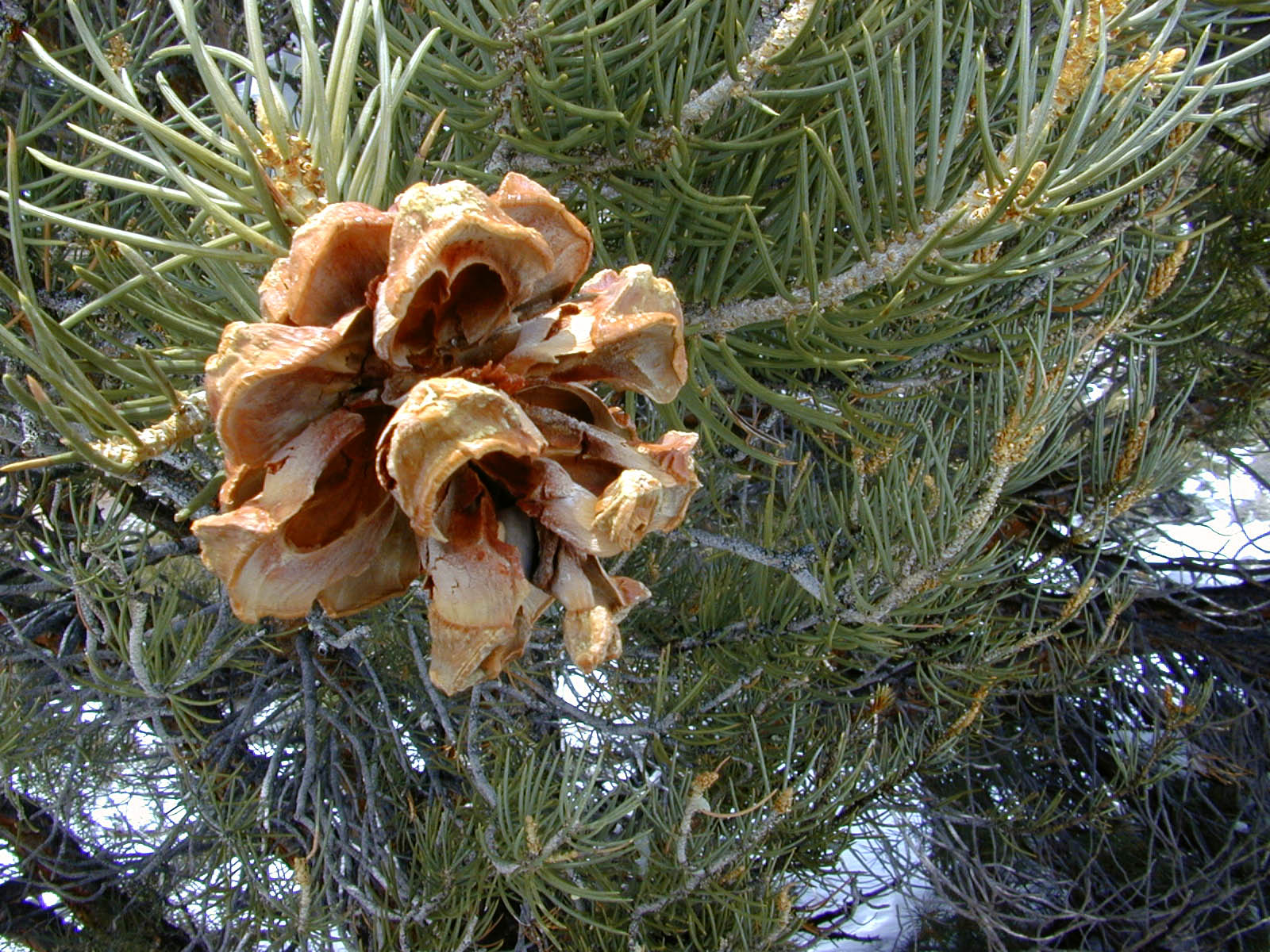
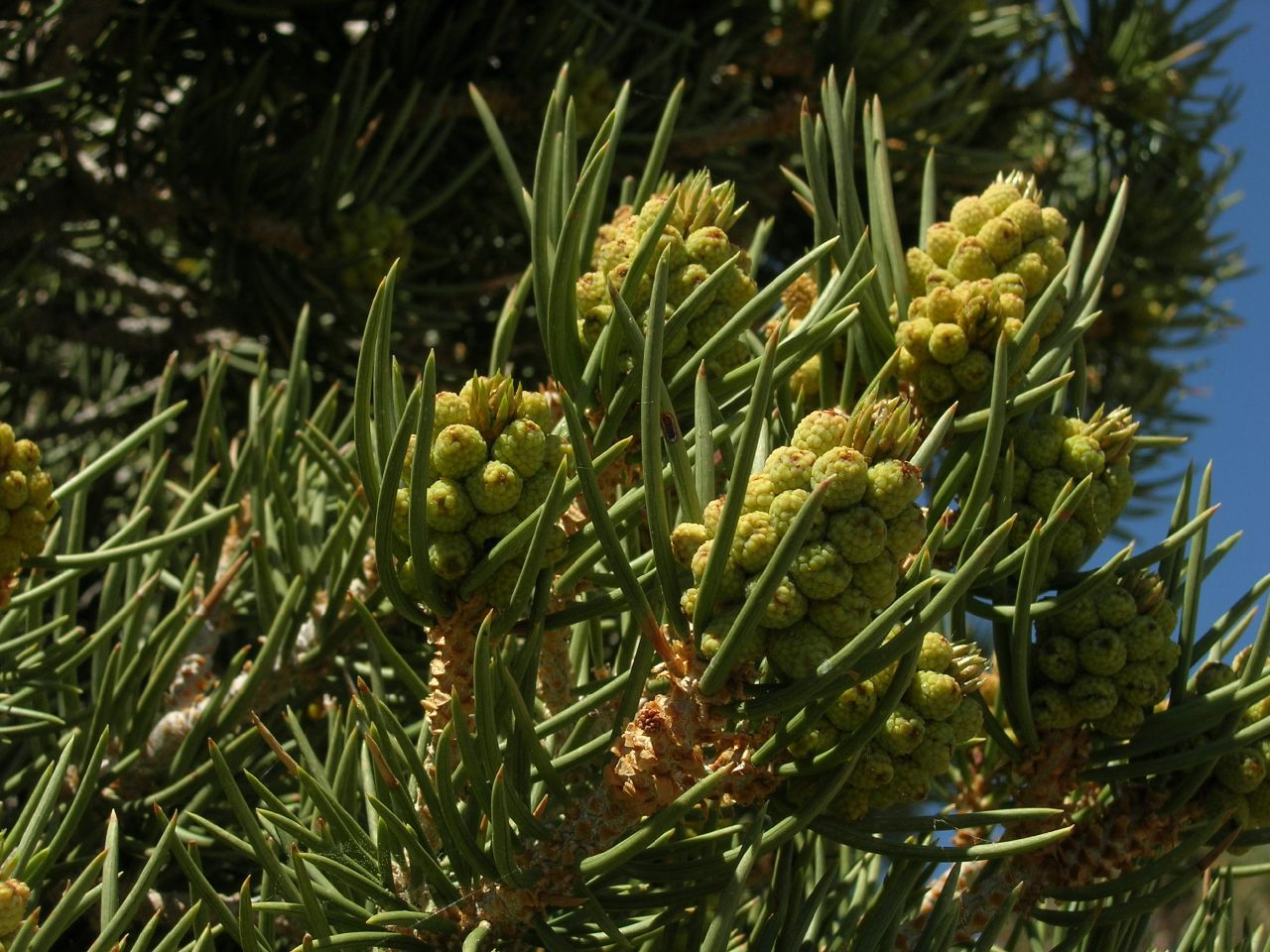
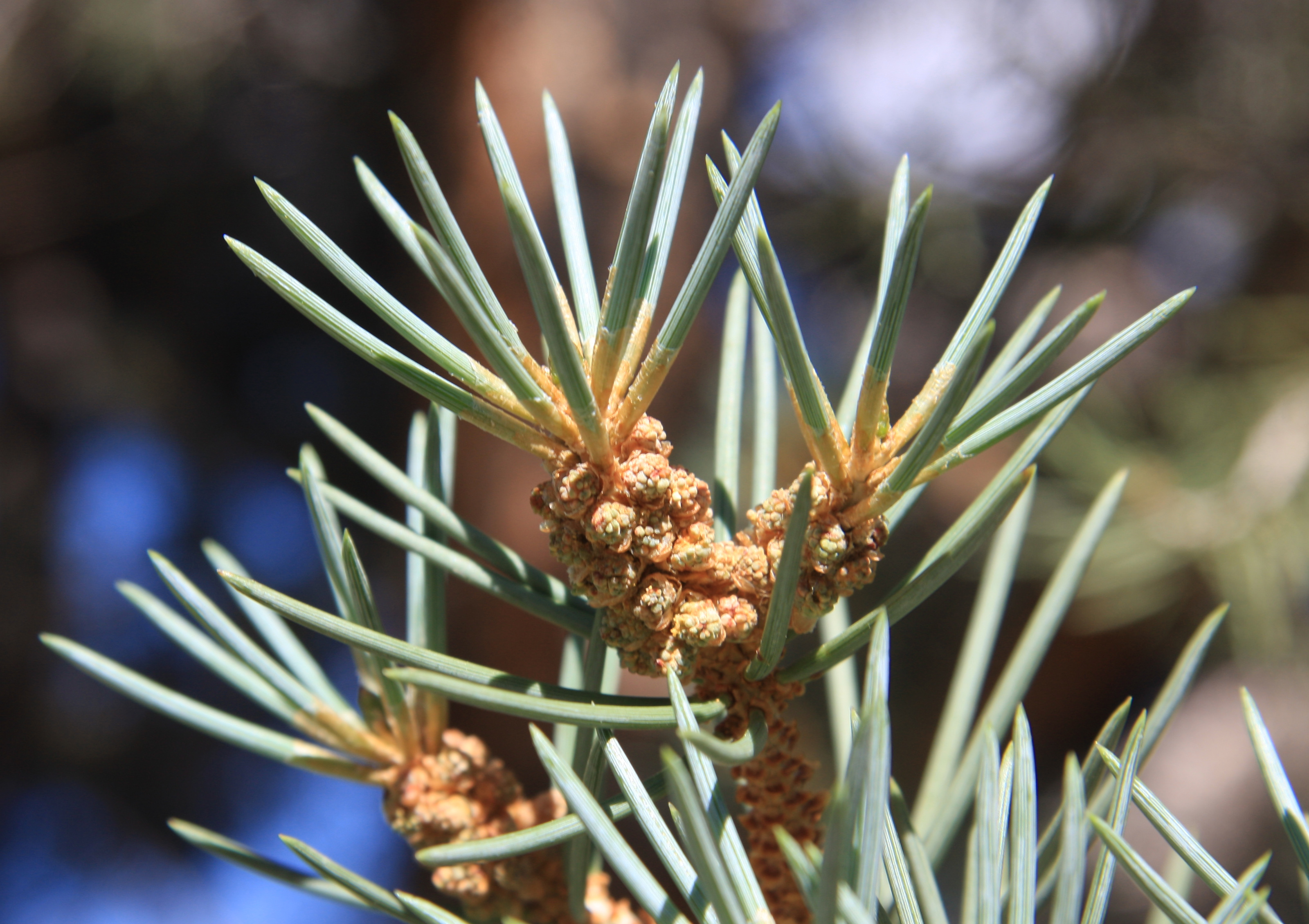
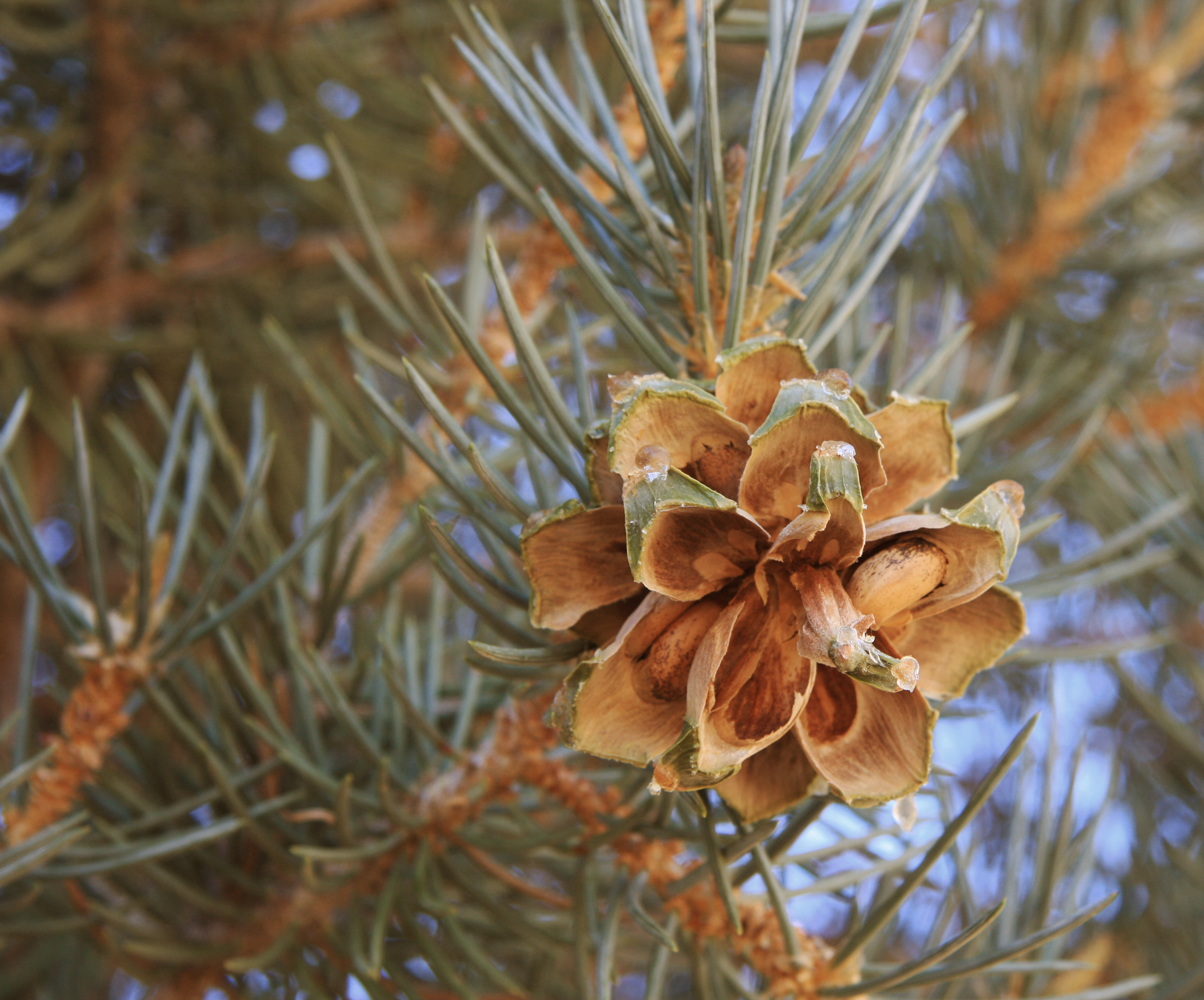
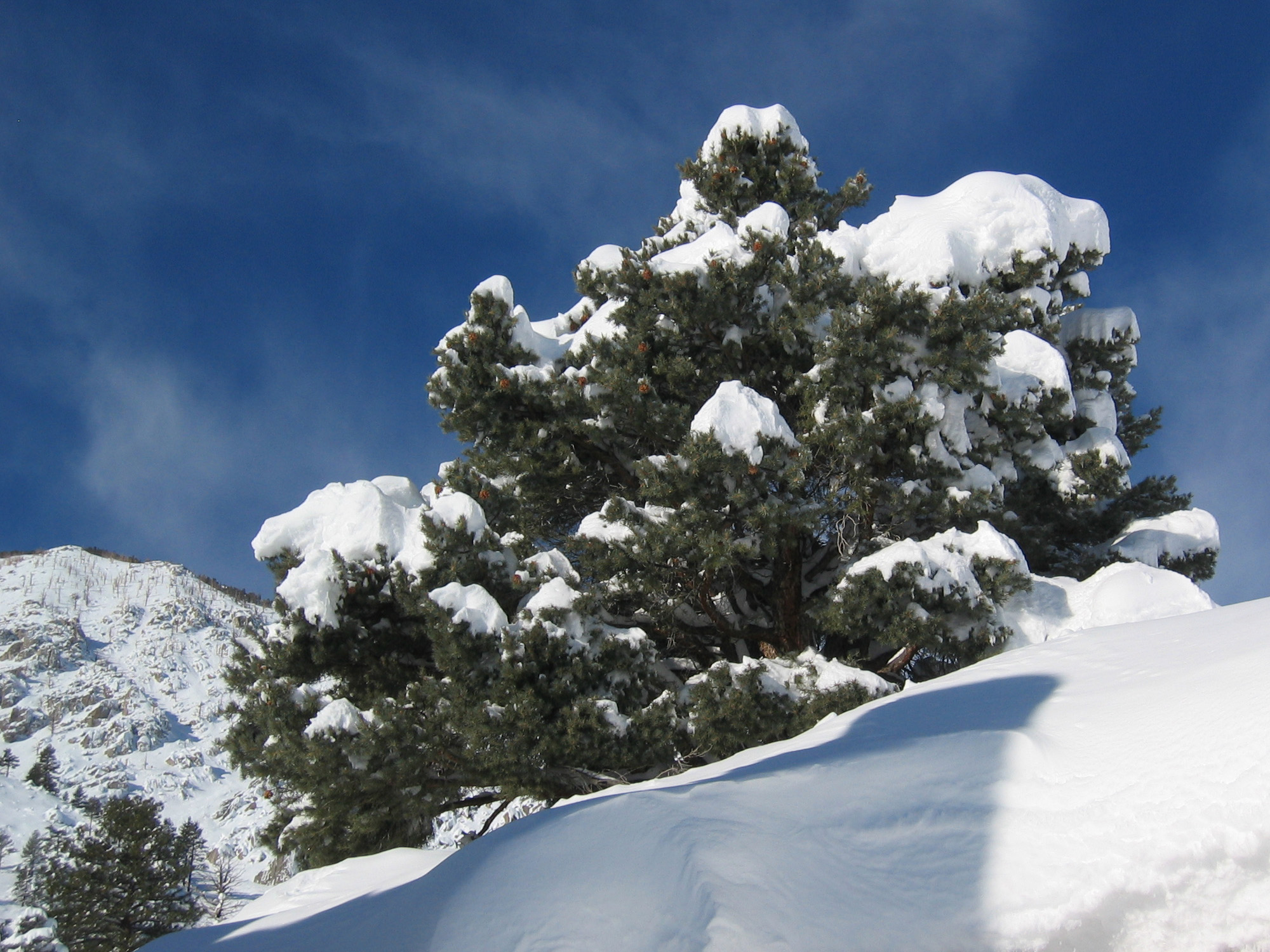